# Alliance for Climate Protection
Die Alliance for Climate Protection war eine US-amerikanische Non-Profit-Organisation. Sie wurde 2006 von Al Gore, Nobelpreisträger und ehemaliger Vizepräsident der Vereinigten Staaten, gegründet. Mit mehr als fünf Millionen Mitgliedern weltweit war die Allianz eine der größten Non-Profit-Organisationen, die es sich zur Aufgabe gesetzt hatte, die Weltgemeinschaft über die Dringlichkeit der Umsetzung umfassender Lösungen für die Klimakrise zu informieren.
Die Organisation finanzierte sich über Spenden. Neben Al Gore, der u. a. das Preisgeld des ihm 2007 verliehenen Nobelpreises der Allianz spendete, zählen zu den Millionenspendern Risikokapitalmanager John Doerr oder der ehemalige eBay-Präsident Jeff Skoll.  Die Erlöse der Live-Earth-Konzerte kamen einer von der Allianz initiierten Stiftung zugute.
Im März 2010 ging das ebenfalls von Al Gore gegründete Projekt The Climate Project, das sich als Teil einer Graswurzelbewegung verstand, als Unterorganisation in der Allianz auf. Im Juli 2011 wurde die Allianz durch The Climate Reality Project als Nachfolgeorganisation abgelöst.
Die Alliance hatte auch einige Unterorganisationen, wie The Climate Project und Inconvenient Youth. Sie beteiligte sich an vielen größeren Projekten wie Repower America.